# Heinz Hermann
Heinz Hermann   (Zúric, 28 de març de 1958) és un exfutbolista suís de la dècada de 1980 i entrenador.
Fou 118 cops internacional amb la selecció suïssa. Pel que fa a clubs, defensà els colors de Grasshopper Club Zürich, Neuchâtel Xamax, Servette FC i FC Aarau.

## Palmarès
Grasshopper Club Zürich
- Lliga suïssa de futbol: 1978, 1982, 1983 & 1985.
- Copa suïssa de futbol: 1983.

Neuchâtel Xamax
- Lliga suïssa de futbol: 1987 & 1988.